# فرنسيس غاردنر
فرنسيس غاردنر (بالإنجليزية: Francis Gardner)‏ هو محامي وسياسي أمريكي، ولد في 27 ديسمبر 1771، وتوفي في 25 يونيو 1835. حزبياً، نشط في الحزب الجمهوري الديمقراطي. وقد انتخب عضو مجلس النواب الأمريكي.